# Кадобна
Ка́добна — село в Україні, у Брошнів-Осадській селищній громаді Калуського району Івано-Франківської області.

## Історія
Поблизу села знайдено крем'яні знаряддя праці доби міді.
30 березня 1630 року калуський староста Лукаш Жолкевський (племінник попереднього старости Станіслава Жолкевського) надав осадчим (Івану Лагоді, його синам та брату Лазару) дозвіл заснувати на північно-західній околиці Калуської королівщини село Кадобну. Згідно з локаційною грамотою, мешканці нового поселення звільнялися на 15 років від сплати податків. Осадчі Кадобної набували статусу князів (очільників сільської громади на волоському праві) і отримували право зайняти в селі два лани угідь. 
Селяни активно взяли участь у повстанні 1648 року, їх очолював кнез Півторак.

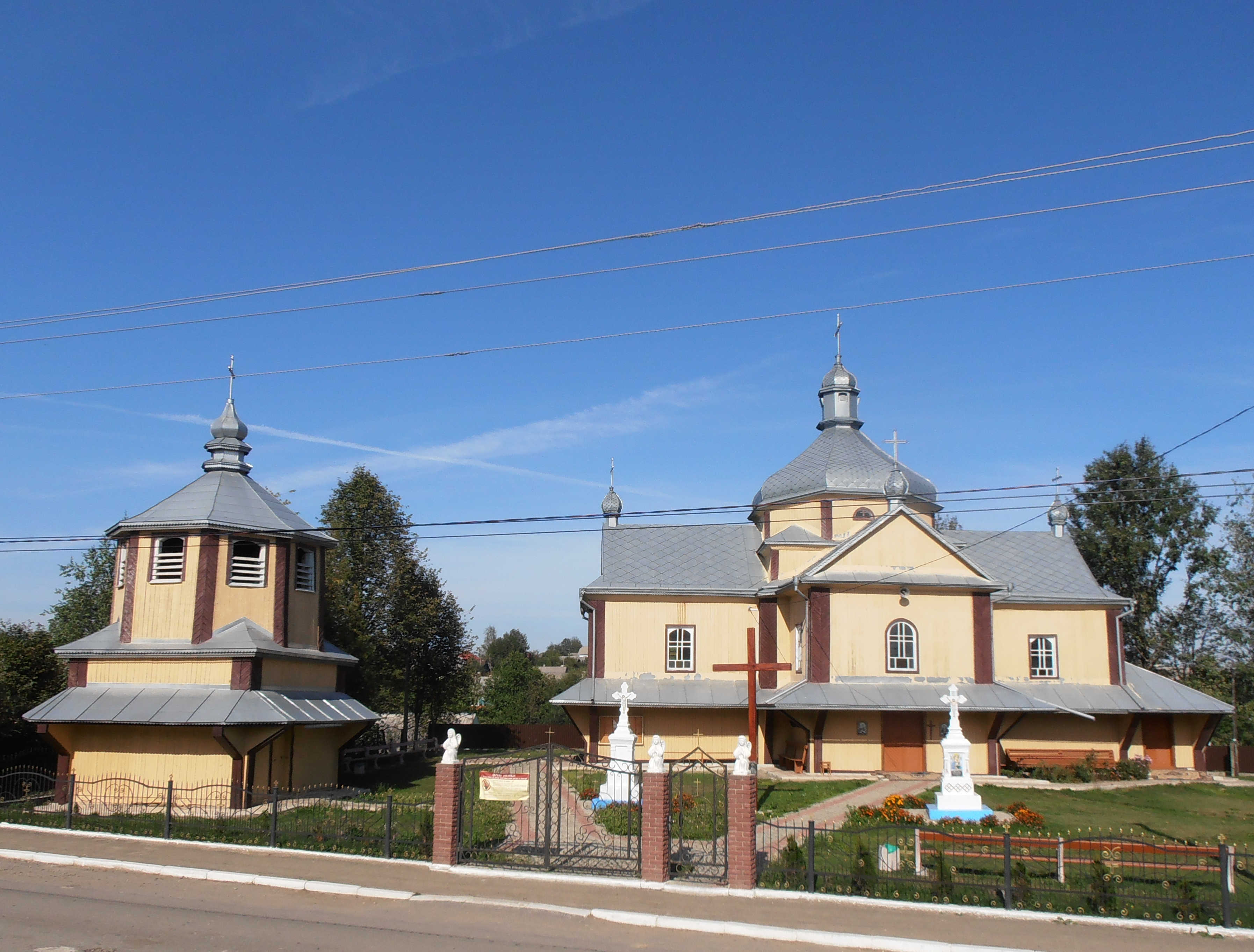
Церква

До першого поділу Речі Посполитої (1772 р.) село належало до Калуського староства Галицької землі Руського воєводства.
Давно колись був у селі монастир, про що свідчить назва ще у ХІХ столітті одної сіножаті «Монастирець». Церква св. Василя Великого (храмове свято 14 січня) згадується 1684 року в реєстрі катедратика (столового податку), також — у реєстрі духовенства, церков і монастирів Львівської єпархії 1708 року і протоколах генеральних візитацій Львівсько-Галицько-Камянецької єпархії 1740—1755 рр. (30 парохіян-господарів). Нинішня збудована 1848 року, пам'ятка архітектури місцевого значення № 769, реставрована 2011. Австрійська армія конфіскувала в серпні 1916 р. у кадобнянській церкві 4 давні дзвони діаметром 56, 46, 39, 36 см, вагою 87, 43, 24, 15 кг, виготовлені в 1822, 1870, 1797 рр. Після війни польська влада отримала від Австрії компенсацію за дзвони, але громаді села грошей не перерахувала.
У 1880 році в селі було 840 мешканців та 13 на території фільварку (майже всі греко-католики, тільки 9 римо-католиків), церква (відносилась до парафії у Кропивнику), школа і млин.
У 1939 році в селі проживало 1630 мешканців (1615 українців, 10 поляків і 5 євреїв).
Указом Президії Верховної Ради УРСР 23 жовтня 1940 р. Кадобницька сільська рада передана з Калуського району до Долинського району.
Жителі села активно підтримували повстанський рух у роки Другої світової війни та післявоєнний час (26 кадобнян були членами підпілля ОУН, 24 — вояками УПА). В січні 1946 р. для боротьби з УПА в кожному селі був розміщений гарнізон НКВД, у Кадобні — з 26 осіб (на допомогу готові були 1300 в Калуші). Родини повстанців і підпільників на початку 1951 року було виселено в Сибір, а решту — в Миколаївську область 1 липня 1951 року.
З 1953 року на території села ведеться видобуток газу. У церкві розташовані прекрасні ікони.
У 2017 р. село ввійшло у Брошнів-Осадську селищну громаду, яка проводить облаштування села.

## Визначні особистості
- У селі загинув Казимир Яворський — «Бей» (1921 — 17.12.1947) — сотенний сотні «Хорти»[17].

## Соціальна сфера
- Народний дім.
- Амбулаторія.[18]
- Школа І-ІІ ст[19]. на 200 учнівських місць.
- 414 дворів, 1340 мешканців.

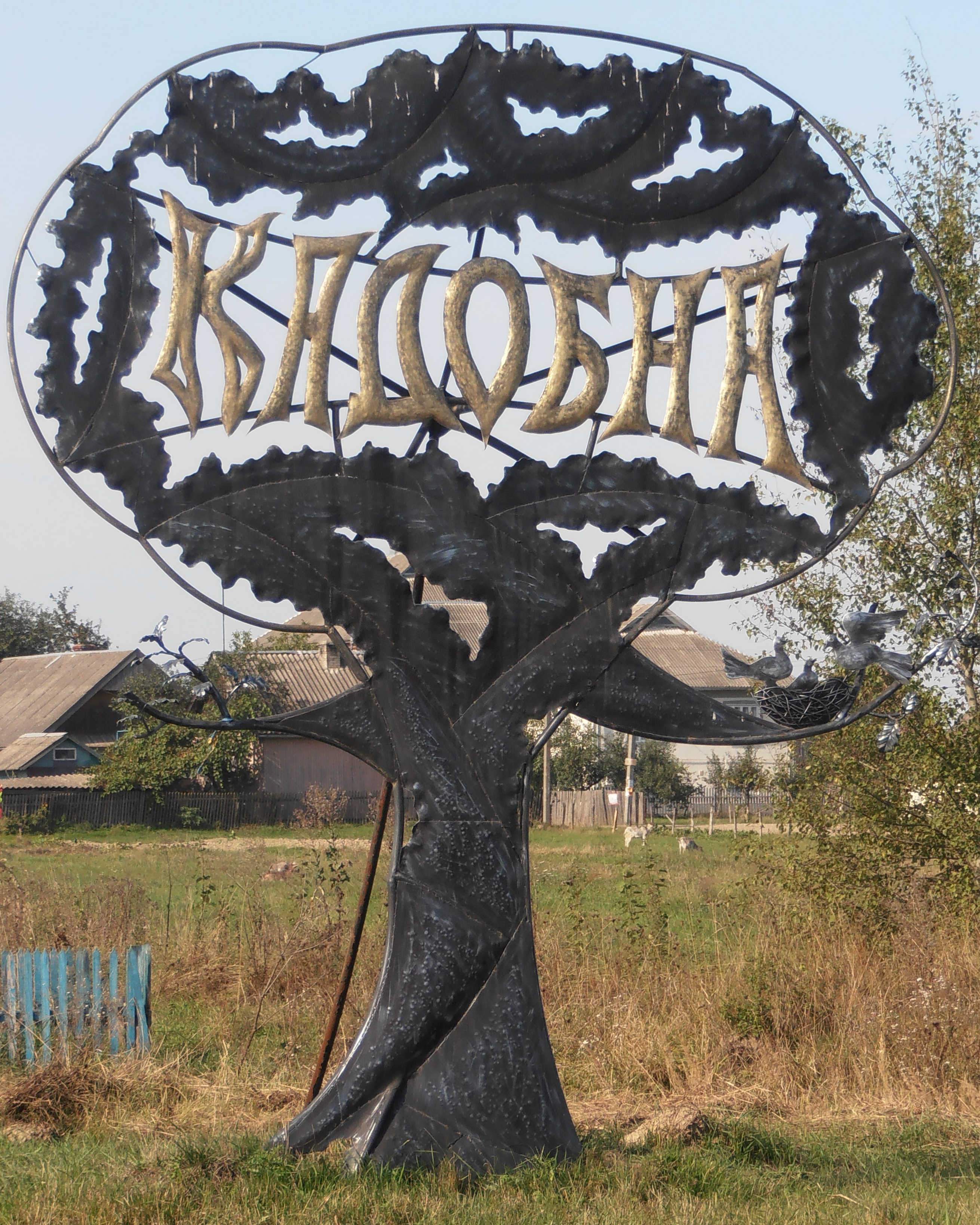
Придорожній знак
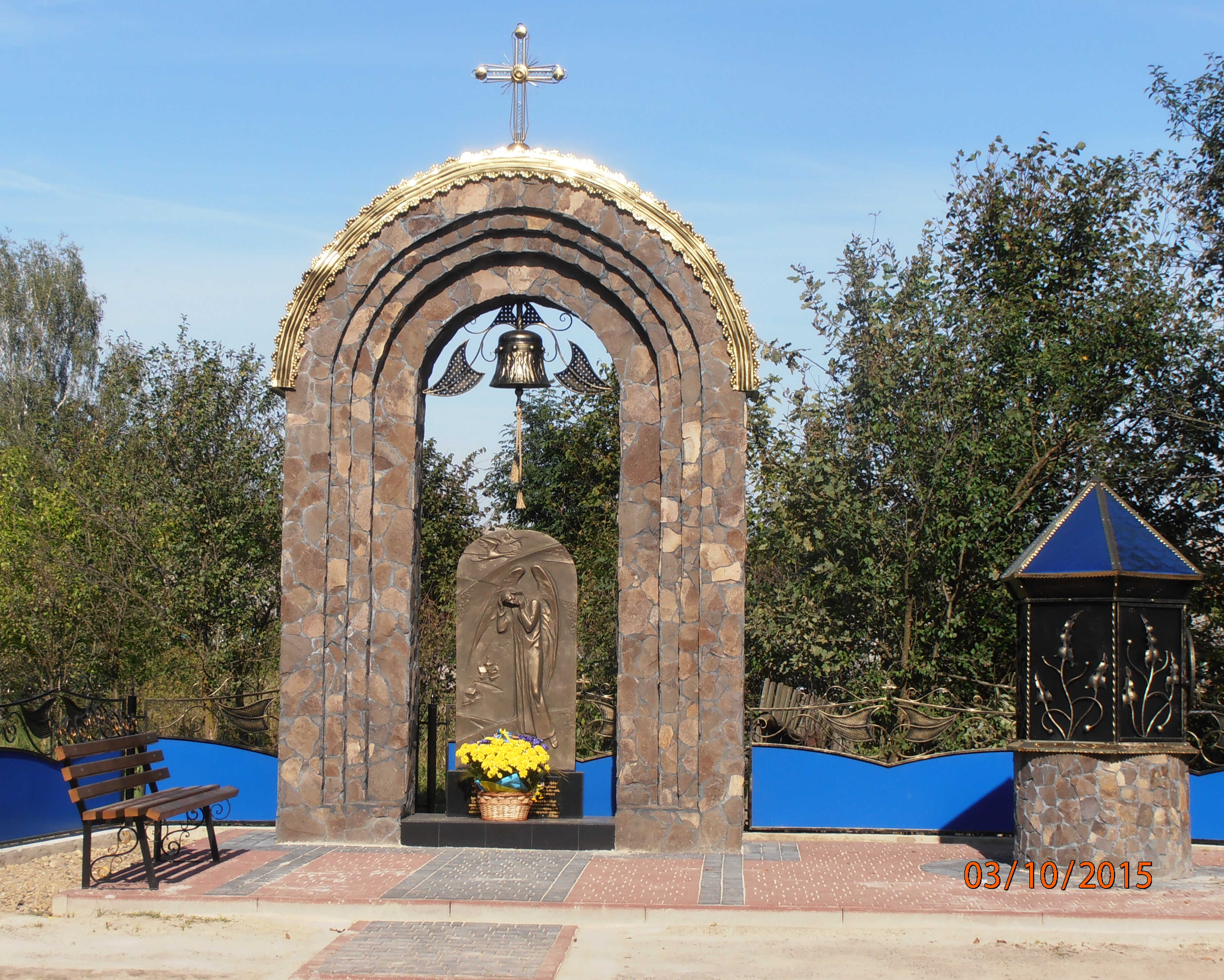
Пам'ятник (скульптор І. Семак)
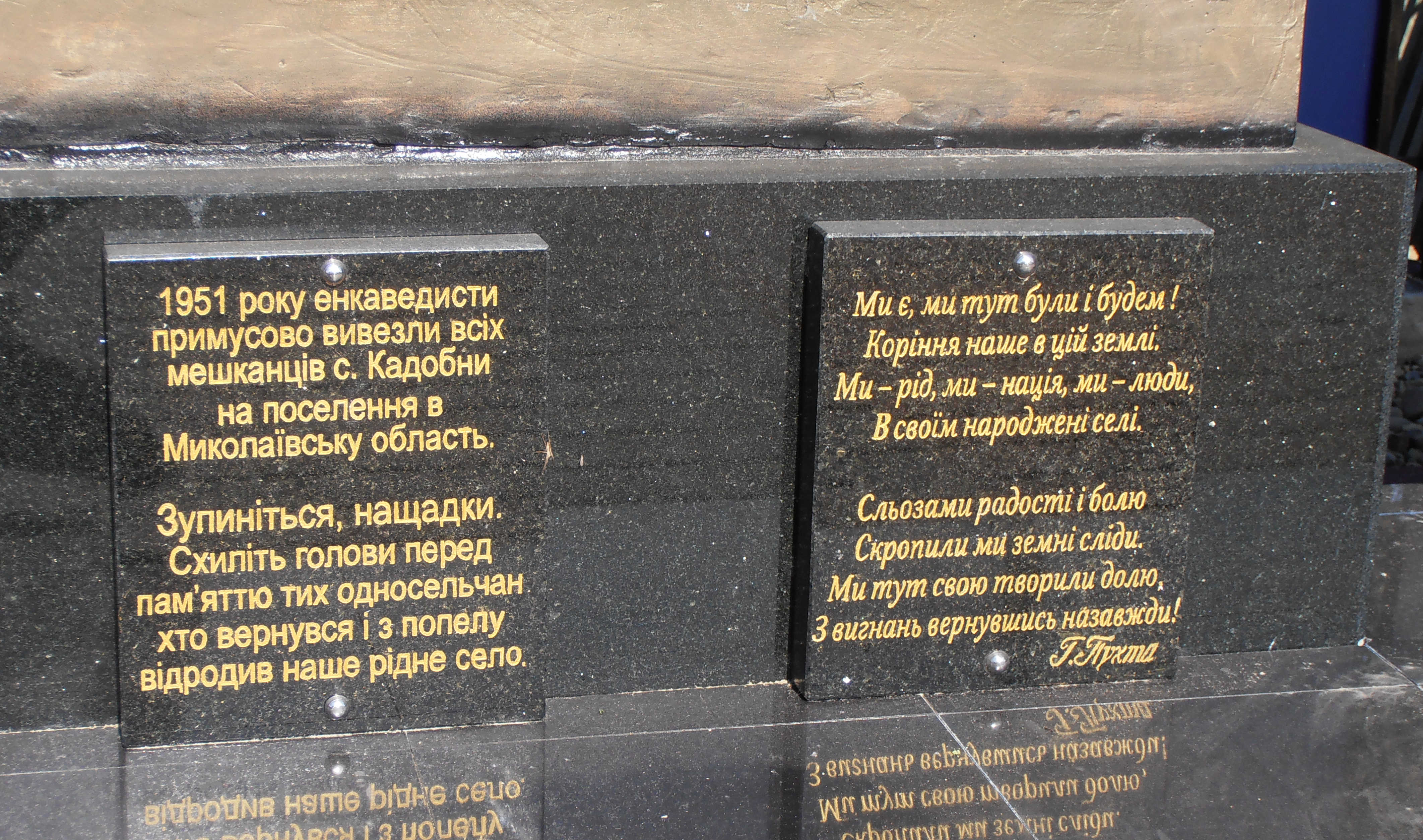
Напис на пам'ятнику
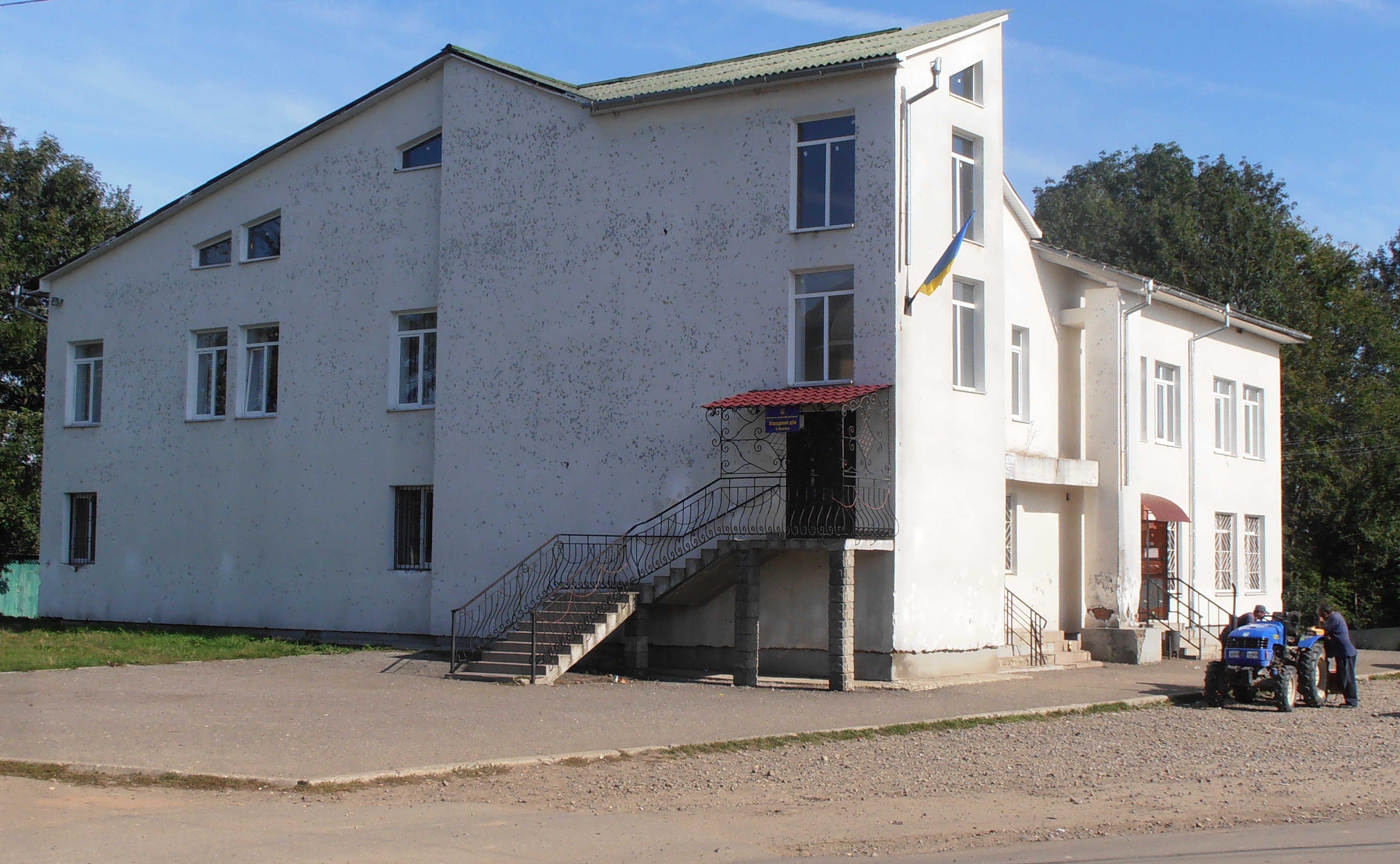
Народний дім
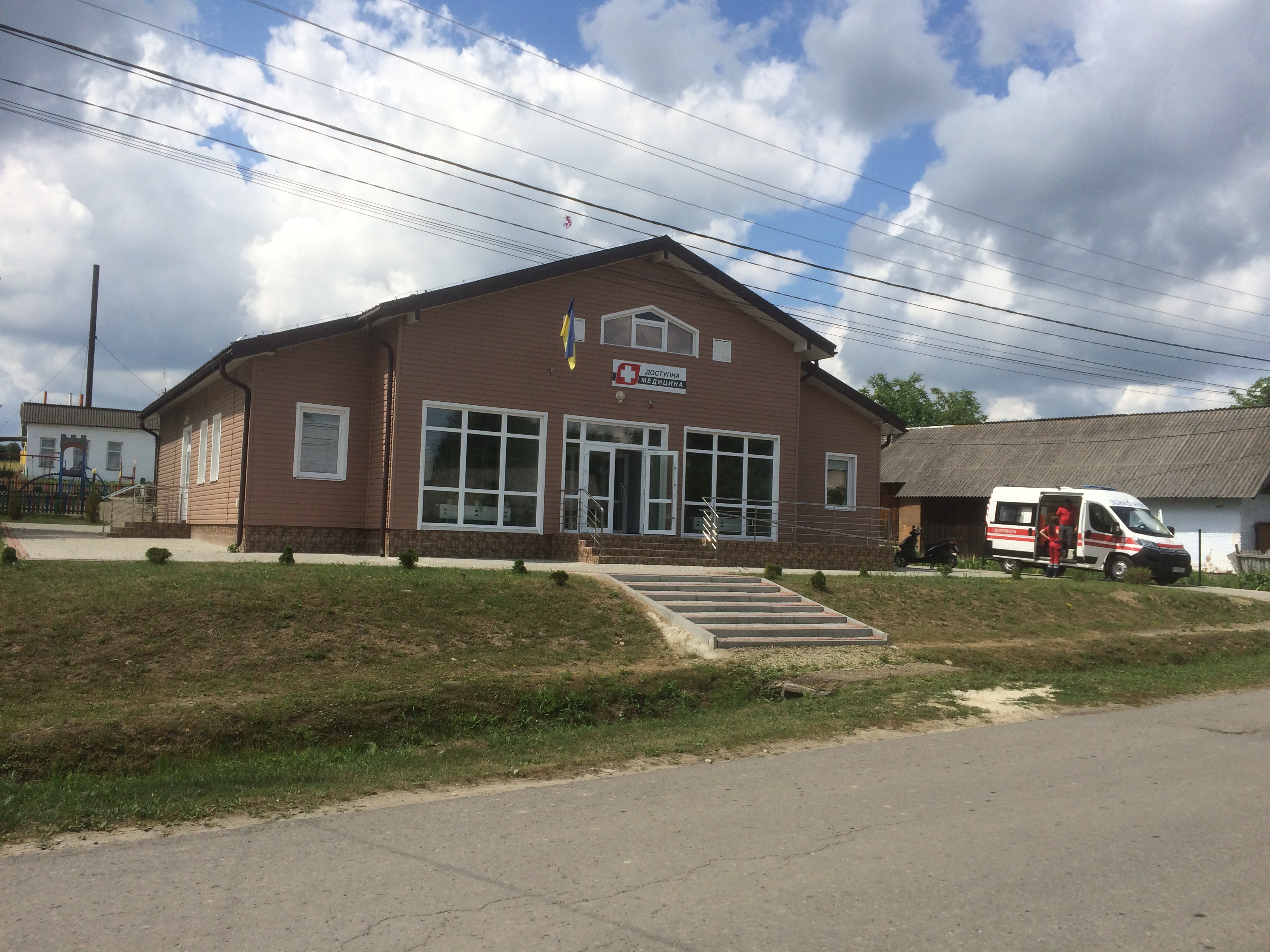
Амбулаторія
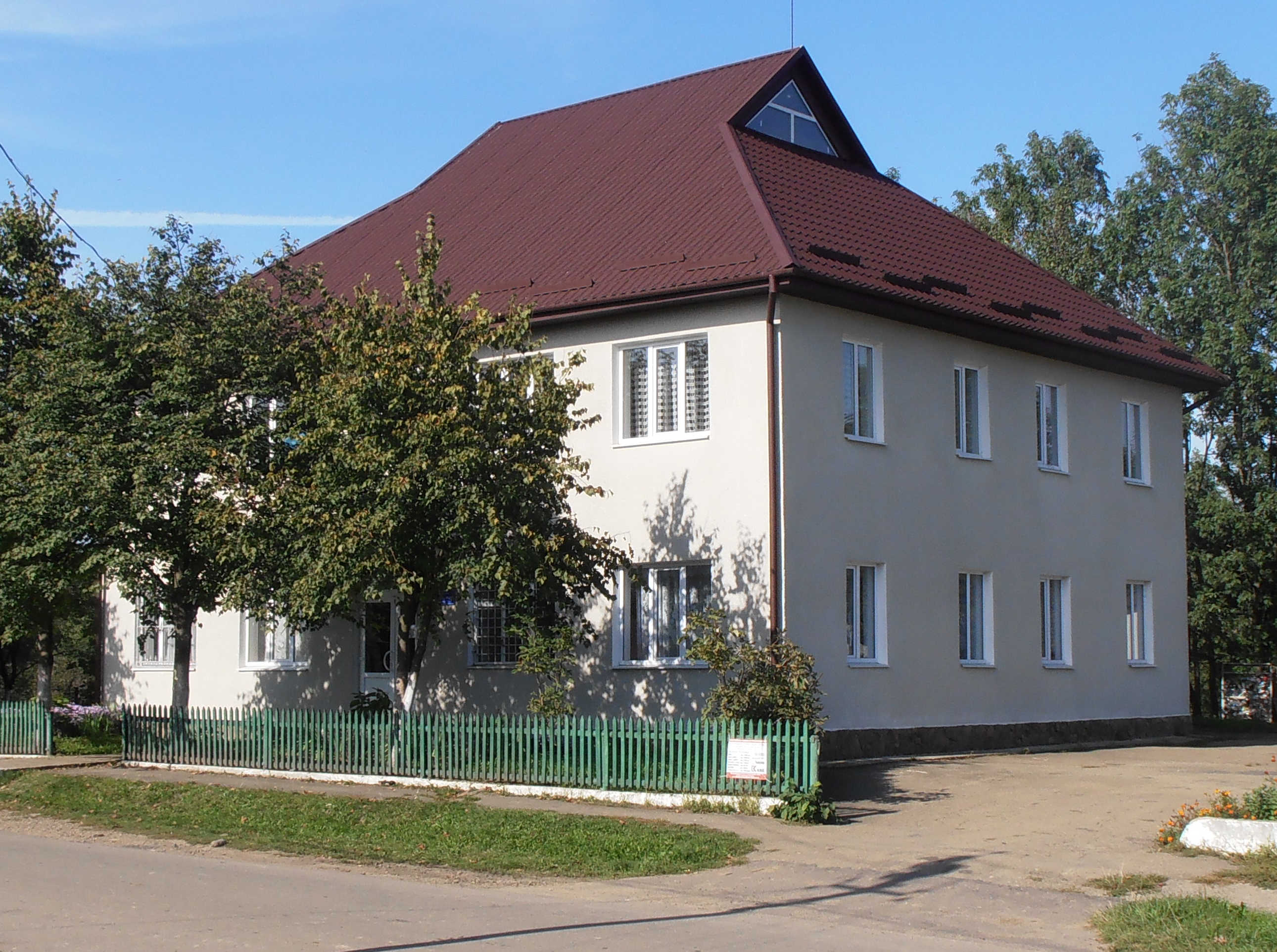
Сільрада. ФАП
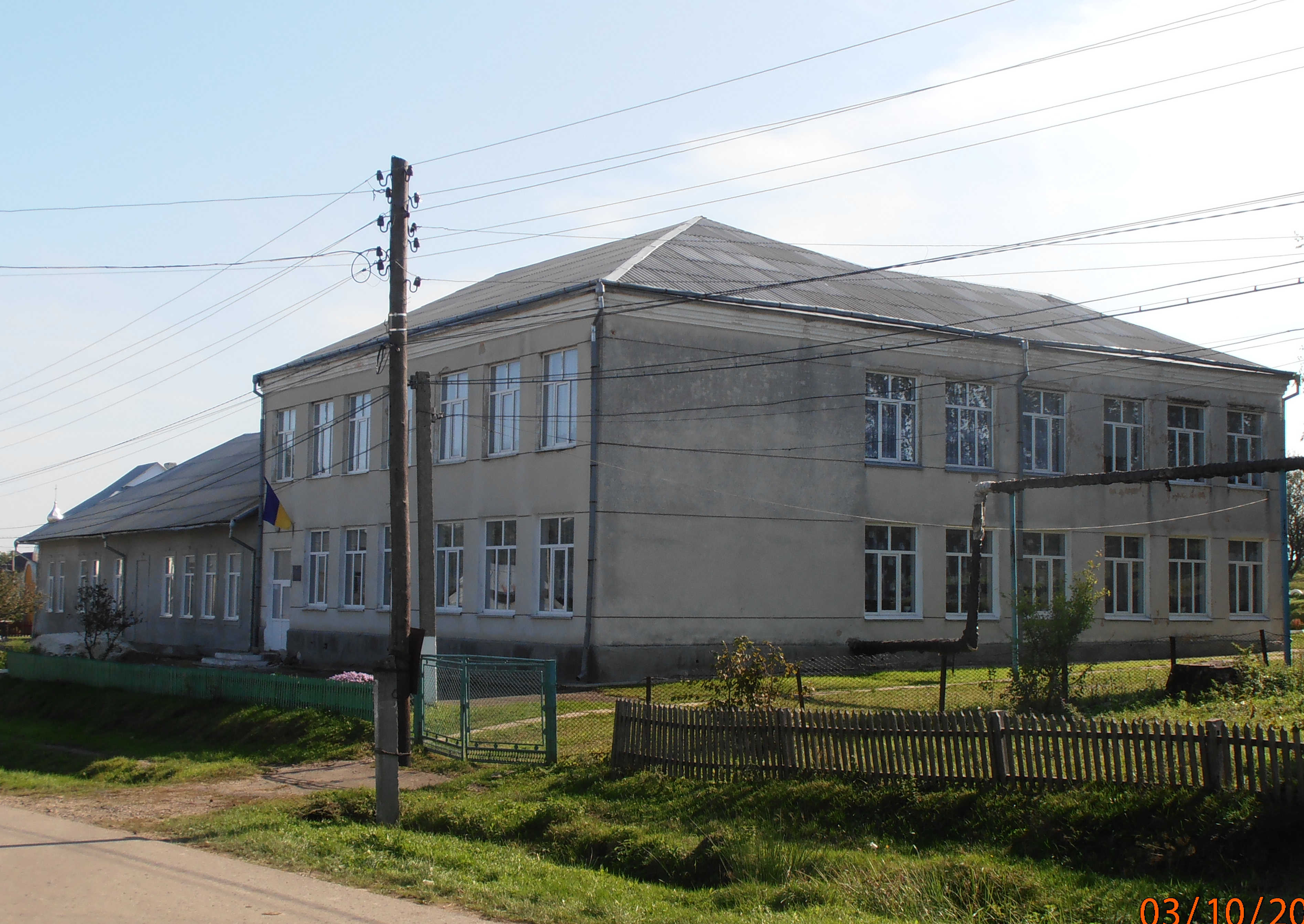
Школа

## Вулиці
У селі є вулиці:
- Зелена
- Івана Франка
- Лесі Українки
- Лісова
- Марка Вовчка
- Молодіжна
- Польова
- Січових Стрільців
- Тараса Шевченка